# Dobilas Jonas Kirvelis

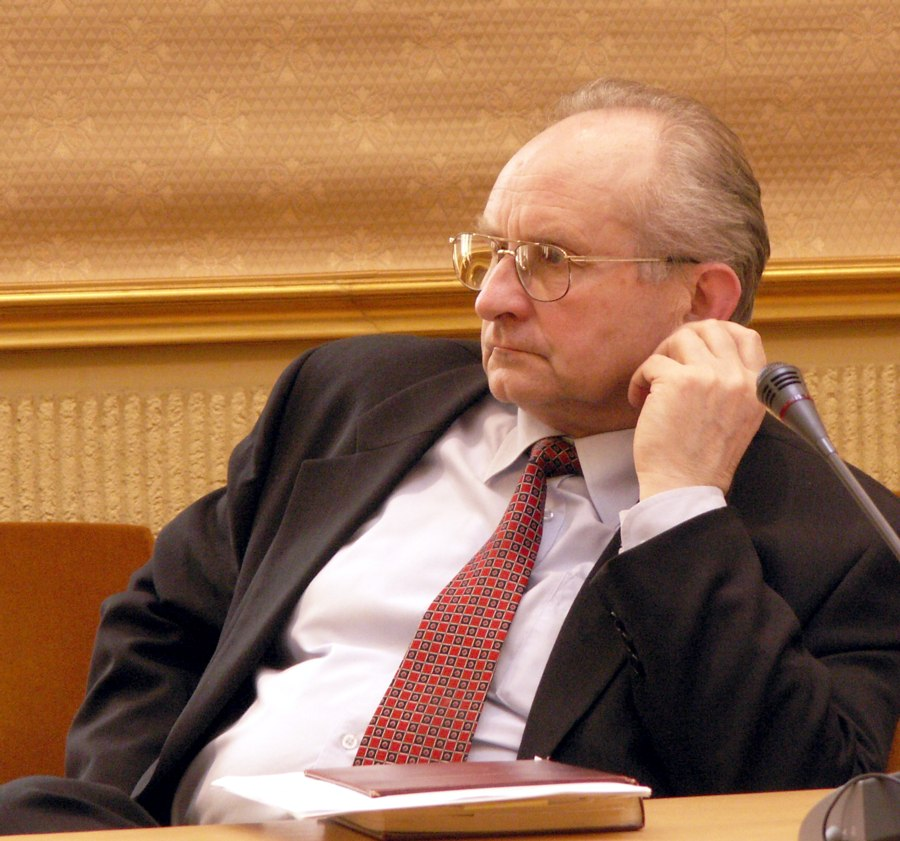
Dobilas Jonas Kirvelis

Dobilas Jonas Kirvelis (* 17. Dezember 1940 in Alytus, Litauische SSR) ist ein litauischer Biophysiker und  Biokybernetiker sowie ehemaliger Politiker.

## Leben
Nach dem Abitur 1957 an der Mittelschule Kupiškis absolvierte er 1963 das Diplomstudium am Kauno politechnikos institutas und von 1964 bis 1967 die Aspirantur in Moskau. Danach organisierte er das Labor der Biophysik und Neurokybernetik an der Vilniaus universitetas (VU). 1975 promovierte er in den Naturwissenschaften zum Thema "Quasiholografische Videoform-Grundsätze der Funktionsorganisation des Sehapparates". Ab 1970 lehrt er Biophysik, Biometrie, Neuroinformatik an der VU und an der Vilniaus Gedimino technikos universitetas. Von 1989 bis 1994 war er Dekan der Fakultät für Naturwissenschaften der VU.
Von 1990 bis 1995 war er Deputat des Stadtrats Vilnius, von Juli 2004 bis November 2004 Mitglied des Seimas.